# Лутохин, Виктор Дмитриевич
Виктор Дмитриевич Лутохин (1 августа 1935, Петровск, Саратовский край — 20 апреля 2022, Петровск, Саратовская область) — советский и российский тренер по лёгкой атлетике и шахматам. Заслуженный тренер РСФСР. Почётный гражданин Петровского района.

## Биография
Родился 1 августа 1935 года в городе Петровске Саратовского края. Его отец, Дмитрий Николаевич, работал главным бухгалтером в Жерновской МТС, а мать, Клавдия Дмитриевна, была учителем начальных классов.
Окончил Саратовский техникум физической культуры. Был первым директором петровской ДЮСШ, а затем — заведующим городским отделом образования. Многие годы работал тренером детской спортивной школы Петровска и являлся руководителем объединения «Юный шахматист».
Наиболее высоких результатов среди его воспитанников добились:
- Татьяна Казанкина — трёхкратная олимпийская чемпионка (1976, 1980), бронзовый призёр чемпионата мира 1983 года[7][8]
- Анатолий Соломин — чемпион Европы в помещении 1983 года, бронзовый призёр чемпионата Европы 1978 года
- Борис Яковлев — серебряный призёр Кубка мира по спортивной ходьбе 1979 года

Умер 20 апреля 2022 года.

## Награды и звания
- Почётное звание «Заслуженный тренер РСФСР»
- Отличник народного образования РСФСР
- Отличник просвещения СССР
- Судья всесоюзной категории по спорту
- Почётный гражданин Петровского района
- Ветеран труда[10]